# أوتو شتيرن
 أوتو شتيرن  (بالألمانية: Otto Stern)‏ هو عالم، ولد بتاريخ 17 فبراير 1888 بمدينة سوهرو في (سيليسيا العليا)؛ فيزيائي ألماني والحائز على جائزة نوبل للفيزياء في 1943، توفي بتاريخ 17 أغسطس 1969 في بيركلي) بكاليفورنيا.

## السيرة الذاتية
درس شتيرن الكيمياء الفيزيائية في جامعة بريسلو من سنة 1906 حتي 1912، السنة التي حصل فيها على دكتوراه، وفيها أيضا انتقل إلى براغ للانضمام إلى ألبرت أينشتاين في الجامعة. اين تبعه حين غادر في العام التالي (1913) ليأخذ منصب أستاذ في الفيزياء بالمدرسة متعددة التقنيات بزيوريخ. في عام 1914 تابع ابحاثه في فرانكفورت وحصل على التأهيل في الكيمياء الفيزيائية في 1915. في عام 1921، أصبح شتيرن أستاذ مساعد في الفيزياء التجريبية بجامعة روستوك في عام 1923 وأصبح أستاذ محاضرا ومديرا للمعهد الكيمياء الفيزيائية بجامعة هامبورغ.
نظرا لأصوله اليهودية، استقال من منصبه في هامبورغ 1933، وأصبح استاذا للفزياء في معهد كارنيجي للتكنولوجيا في بيتسبرغ. ليتقاعد في عام 1945 ويستتقر في كاليفورنيا، حيث حصل على تمييز خاص بتسميته كأستاذ فخري في جامعة كاليفورنيا في بيركلي.

## نتاجه العلمي
كان شتيرن مجرب لا يضاهى، وساهم في تطوير التنضيد عن طريق القذف النووي، اكتشاف تكميم الدوران مغزلي (مع والتر غرلاخ في 1922، انظر تجربة شتيرن-غرلاخ)، بقياس اللحظة المغناطيسية للذراة، حتى يدلل على طبيعة الذرات والأجزاء الموجية واكتشاف اللحظة المغناطيسية للبروتون. تلقى 1943 جائزة نوبل للفيزياء لمساهماته في تطوير التنضيد بالقذف النووي واكتشافه للحظة المغناطيسية للبروتون.

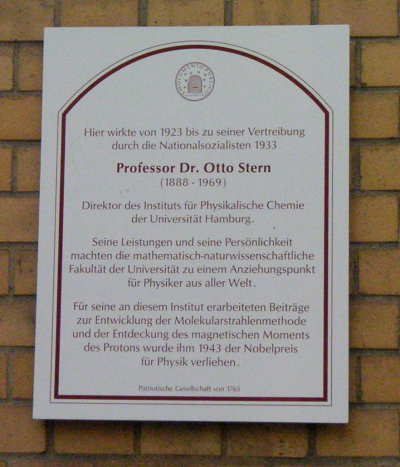
لوحة على جدار ما يُعرف الآن بمعاهد الفيزياء بجامعة هامبورغ ، تخليداً لذكرى ولاية ستيرن

في معادلة شتيرن - فولمر الذي وضعها بالتعاون مع ماكس فولمر الباحث في معهد الكيمياء الفيزيائية في برلين.

## روابط خارجية
- أوتو شتيرن على موقع الموسوعة البريطانية (الإنجليزية)
- أوتو شتيرن على موقع مونزينجر (الألمانية)
- أوتو شتيرن على موقع إن إن دي بي (الإنجليزية)